# Stráňany
Stráňany este o comună slovacă, aflată în districtul Stará Ľubovňa din regiunea Prešov. Localitatea se află la altitudinea de 640 m deasupra n.m., se întinde pe o suprafață de 11,61 km2 și în 2017 număra 192 de locuitori.

## Istoric
Localitatea Stráňany este atestată documentar din 1343.

## Demografie
| An:                | 1994 | 2004    | 2014 | 2024   |
| ------------------ | ---- | ------- | ---- | ------ |
| Număr de persoane: | 231  | 194     | 194  | 180    |
| Diferență:         |      | −16,01% | +0%  | −7,21% |

| An:                | 2023 | 2024   |
| ------------------ | ---- | ------ |
| Număr de persoane: | 182  | 180    |
| Diferență:         |      | −1,09% |